# Plectris laticeps
Plectris laticeps är en skalbaggsart som beskrevs av Blanchard 1850. Plectris laticeps ingår i släktet Plectris och familjen Melolonthidae. Inga underarter finns listade i Catalogue of Life.